# Facultad de Ciencias del Trabajo (Universidad de Murcia)
La Facultad de Ciencias del Trabajo es uno de los centros de la Universidad de Murcia.

## Historia y organización
El curso 2001/2002 empezó a impartirse en la Universidad de Murcia la titulación de Licenciado en Ciencias del Trabajo.
La Facultad de Ciencias del Trabajo se encuentra ubicada en el Campus de Espinardo en el edificio de Ciencias del Trabajo y E.U. de Trabajo Social.

## Estudios
En la Facultad de Ciencias del Trabajo de la Universidad de Murcia se imparten los siguientes estudios:
- Diplomado en Relaciones Laborales (Programa en Extinción)
- Grado en Relaciones Laborales y Recursos Humanos
- Licenciado en Ciencias del trabajo (Programa en Extinción)

Además se imparten los siguientes programas de posgrado:
- Máster Universitario en Gestión y Planificación del Desarrollo Local y del Empleo
- Máster Universitario en Prevención de Riesgos Laborales
- Máster Universitario en Dirección y Gestión de Recursos Humanos